# Cypraecassis tenuis
Cypraecassis tenuis — распространённый в тропических морях брюхоногий моллюск, вид рода Cypraecassis семейства Шлемовидки. Встречается в Тихом океане: Калифорнийский залив (Западная Мексика), Галапагосские острова (Перу), Коста-Рика, Панама, Эквадор и Колумбия. Вид известен в ископаемом состоянии из раннего миоцена (Коста-РИка) и позднего плейстоцен (Эквадор) (23,03 — 0,0117 миллионов лет назад).	